# Ie Alang Lamghui
Ie Alang Lamghui is een bestuurslaag in het regentschap Aceh Besar van de provincie Atjeh, Indonesië. Ie Alang Lamghui telt 342 inwoners (volkstelling 2010).